# 全秀景
全秀景（1966年7月12日—），韓國女演員，常見譯名為全秀卿，2014年再婚。

## 影視作品

### 電視劇
- 2008年：SBS《泰勒瓦》飾演 玉琳阿姨
- 2011年：MBC《燦爛人生》飾演 李恩靜
- 2011年：MBC《豪門之路》飾演 凱莉金
- 2011年：Channel A《女人的色彩》飾演 成愛芯
- 2012年：MBC《I do I do》
- 2012年：KBS《順藤而上的你》
- 2013年：SBS《聽見你的聲音》飾演 發送牙科診所贈品的大嬸（客串）
- 2013年：JTBC《她的神話》飾演 金美妍
- 2013年：SBS《熱愛》飾演 朱南玉
- 2014年：tvN《急診男女》飾演 醫院院長
- 2014年：TV朝鮮《火花裡》飾演 楊花子
- 2014年：SBS《心情好的日子》（客串）
- 2014年：MBC《媽媽》飾演 權度熙
- 2014年：MBC《Drama Festival－怨女日記》飾演 月梅（特別演出）
- 2015年：SBS《離婚律師戀愛中》飾演 李蓮姬
- 2017年：SBS《師任堂，光的日記》飾演 徐氏夫人（朝鮮時代）、昌民母親（現代）
- 2017年：tvN《芝加哥打字機》飾演 王鈴鐺
- 2017年：SBS《姐姐風采依舊》飾演 Vicky鄭
- 2017年：JTBC《有品位的她》飾演 徐真京
- 2017年：KBS《我的黃金光輝人生》飾演 盧真熙
- 2018年：JTBC《加油吧威基基》飾演 金正淑社長（客串）
- 2018年：KBS《推理的女王2》（客串）
- 2018年：MBC《富家公子》飾演 羅英愛
- 2018年：MBC《時間》飾演 張玉純
- 2018年：MBN《馬成的喜悅》飾演 孔真陽
- 2018年：MBC《我身後的陶斯》飾演 安多情管家
- 2018年：SBS《皇后的品格》飾演 殷皇后／Michelle
- 2019年：JTBC《加油吧威基基2》飾演 金正淑社長（客串）
- 2019年：tvN《請融化我吧》飾演 馬東珠
- 2019年：Netflix《因為初戀是第一次》飾演 吳佳潾媽媽
- 2020年：MBC《李小姐知情》飾演 婦女會主席
- 2020年：KBS《Do Do Sol Sol La La Sol》飾演 林慈卿
- 2021年：TV朝鮮《結婚作詞，離婚作曲》飾演 李施恩（三季）
- 2021年：KBS 《出軌的話就死定了》飾演 尹亨淑
- 2022年：Netflix《《閃耀國度》》飾演 張玉珍
- 2023年：ENA《能成為陌生人嗎》飾演（特別出演）
- 2023年：JTBC《大力女子姜南順》飾演 吳女士（特別出演）
- 2025年：tvN《討厭的愛情》飾演 吳美蘭

### 電影
- 1996年：《Ghost Mama》
- 1997年：《Hercules》（配音）
- 1998年：《Two Cops 3》
- 1999年：《The Wife In Romance》（客串）
- 2002年：《Public Enemy》
- 2003年：《Reversal Of Fortune》
- 2007年：《最強羅曼史》
- 2007年：《打架》
- 2008年：《猛男誕生記（朝鲜语：가루지기）》飾演 酒店老板娘
- 2009年：《我眼中的豆莢》
- 2009年：《天堂樂園》
- 2010年：《注文津》
- 2010年：《尋找金鐘旭》
- 2011年：《我的黑色小禮服》
- 2011年：《Ma Ma》
- 2012年：《偵探上錯床（朝鲜语：간기남）》（特別出演）
- 2012年：《家族榮譽5家門的歸還》
- 2013年：《溫暖的再見》
- 2015年：《危險的相見禮2》
- 2019年：《鬼神的香氣（朝鲜语：귀신의 향기）》飾演 熙秀
- 2020年：《特務搞飛機》饰演 孕妇乘客的婆婆